# Chika Nagaoka
Pour les articles homonymes, voir Nagaoka (homonymie).
Chika Nagaoka (永岡 智佳, Nagaoka Chika) est une réalisatrice d'anime japonaise.
Elle est notamment connue pour avoir réalisé plusieurs des adaptations cinématographiques du manga Détective Conan.

## Biographie
Nagaoka est née en 1983, dans la préfecture de Gunma.
Elle a principalement fait ses gammes dans la production au studio J. C. Staff, avant de faire ses débuts dans la réalisation en 2012.
En 2019, elle réalise sa première œuvre complète, le film Détective Conan : Le Poing de saphir bleu. Elle réalisera plusieurs films pour la franchise Détective Conan par la suite, ainsi que deux films pour la franchise médiatique Uta no Prince-sama (en).
En 2024, elle réalise le film Détective Conan : L'Étoile à un million de dollars, vingt-septième itération au cinéma de la franchise. Le film, sur la lancée des précédents, bat des records au box-office, totalisant près de 9 millions de spectateurs et 13 milliards de yen de recettes (environ 75 millions d'euros), en faisant le film le plus vu de l'année au Japon, et un des plus grands succès au box-office de l'histoire du pays, le tout après seulement un mois d'exploitation en salles,,.

## Style et influences
Nagaoka dit avoir été le plus marquée et influencée par le film Unico in the Island of Magic de 1983.

## Filmographie
Sauf mention contraire explicite, les informations de cette section sont tirées des cartons de crédits des œuvres mentionnées, ou de bases de données compilant ces mêmes crédits,.

### Séries principales
| Année     | Titre                                     | Rôle(s)                                                        |
| --------- | ----------------------------------------- | -------------------------------------------------------------- |
| 2008      | Toradora!                                 | Staff de production                                            |
| 2010–2011 | A Certain Magical Index II                | Staff de production                                            |
| 2011      | Hidan no Aria                             | Staff de production                                            |
| 2012      | Dusk Maiden of Amnesia                    | Réalisation d'épisode                                          |
| 2012      | Kokoro Connect                            | Réalisation d'épisodes                                         |
| 2012      | Kamisama Hajimemashita                    | Réalisation d'épisodes                                         |
| 2013      | Sasami-san@Ganbaranai (en)                | Réalisation d'épisodes                                         |
| 2013      | WataMote                                  | Réalisation et story-board d'épisodes                          |
| 2013      | Monogatari Series Second Season           | Réalisation d'épisodes                                         |
| 2016      | Handa-kun                                 | Réalisation et story-board d'épisodes                          |
| 2016      | Uta no Prince-sama: Maji Love Legend Star | Assistante réalisatrice, réalisation et story-board d'épisodes |
| 2017      | Gintama°                                  | Réalisation et story-board d'épisodes                          |
| 2018      | Détective Conan                           | Story-board d'épisodes                                         |

### Films
| Année | Titre                                                   | Rôle(s)                              |
| ----- | ------------------------------------------------------- | ------------------------------------ |
| 2013  | Détective Conan : Un détective privé en mer lointaine   | Sous-réalisatrice                    |
| 2014  | Détective Conan : Le Sniper dimensionnel                | Sous-réalisatrice                    |
| 2015  | Détective Conan : Les Tournesols des flammes infernales | Sous-réalisatrice                    |
| 2016  | Détective Conan : Le Pire Cauchemar                     | Sous-réalisatrice                    |
| 2017  | Détective Conan : La Lettre d'amour écarlate            | Assistante réalisatrice, story-board |
| 2019  | Détective Conan : Le Poing de saphir bleu               | Réalisatrice, story-board            |
| 2019  | Uta no Prince-sama: Maji Love Kingdom                   | Réalisatrice                         |
| 2021  | Gintama The Final                                       | Sous-réalisatrice                    |
| 2021  | Détective Conan : La Balle écarlate                     | Réalisatrice, story-board            |
| 2022  | Uta no Prince-sama: Maji Love Starish Tours             | Réalisatrice                         |
| 2024  | Détective Conan : L'Étoile à un million de dollars      | Réalisatrice, story-board            |

### Autres
| Année | Titre                                        | Type    | Rôle(s)           |
| ----- | -------------------------------------------- | ------- | ----------------- |
| 2013  | Détective Conan : Edogawa Conan Shissô Jigen | Spécial | Sous-réalisatrice |